# Маркон-Гађо-Колмело (Венеција)
Маркон-Гађо-Колмело је насеље у Италији у округу Венеција, региону Венето.
Према процени из 2011. у насељу је живело 12565 становника. Насеље се налази на надморској висини од 4 м.

## Становништво
Према резултатима пописа становништва 2011. у општини је живело 16.215 становника.
| 1931. | 1936. | 1951. | 1961. | 1971. | 1981. | 1991.  | 2001.  | 2011.  |
| ----- | ----- | ----- | ----- | ----- | ----- | ------ | ------ | ------ |
| 3.046 | 3.337 | 4.315 | 4.026 | 4.905 | 8.122 | 10.551 | 12.199 | 16.215 |

## Партнерски градови
- Ацано Дечимо